# Гавриленко Нікіта Євгенійович
Нікіта Євгенійович Гавриленко (нар. 13 червня 1988, Чернігів, Україна) — український футболіст, півзахисник.

## Життєпис
Вихованець київських клубів «Локомотив-МСМ-Омікс», «Динамо» (К) та «Відрадний», кольори яких захищав у юнацьких чемпіонатах України (ДЮФЛ). 30 липня 2005 року розпочав футбольну кар'єру в молодіжній команді київського «Арсеналу». З 2008 року виступав в аматорських клубах «Світанок» (Ковалівка), «Ірпінь» (Гореничі), «Зеніт» (Боярка) та «Діназ» (Вишгород). Влітку 2011 року став гравцем чернігівської «Десни». Дебютував у футболці чернігівського клубу 23 липня 2011 року в програному (0:2) виїзному поєдинку 1-о туру групи А Другої ліги проти «Сум». Микита вийшов на поле в стартовому складі, а на 46-й хвилині його замінив Андрій Герасименко. У складі «Десни» зіграв 10 матчів у Другій лізі та 1 поєдинок у кубку України. Під час зимової перерви сезону 2011/12 років виїхав до Молдови, де став гравцем «Іскри-Сталь». У 2013 році повернувся до України, де виступав за «ARP-410» в чемпіонаті Києва. Наступного року грав за «Чайку» (Петропавлівська Борщагівка) в аматорському чемпіонаті України. У 2015 році виступав за «Хілд-Любомир» (Ставище) в чемпіонаті Київської області.